# Mazarefes
Mazarefes is een plaats (freguesia) in de Portugese gemeente Viana do Castelo en telt 1396 inwoners (2001).

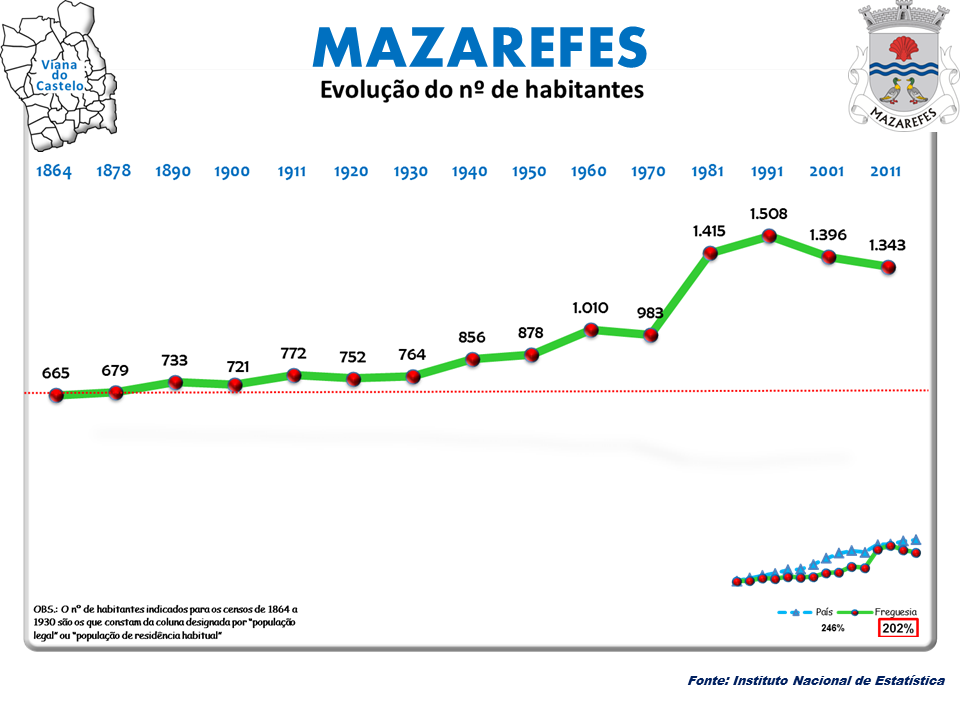
Bevolkingsontwikkeling tussen 1864 en 2011